# سنان اكتشيل
سنان اكتشيل (بالتركية: Sinan Akçıl)‏ (مواليد 20 مايو 1982 في أمستردام)، هو مغني وكاتب غنائي ومغن مؤلف ومنتج أسطوانات وملحن تركي. من أشهر أعماله أغنية البوب التركية الشهيرة «دوم تك تك» للمغنية هاديسا، والتي قدمتها في مسابقة الأغنية الأوروبية سنة 2009.

## وصلات خارجية
- سنان اكتشيل على موقع ميوزك برينز (الإنجليزية)

- الموقع الرسمي